# Luke Cage (1.ª temporada)
A primeira temporada da série de televisão norte-americana Luke Cage, baseada no personagem homônimo da Marvel Comics, segue um ex-condenado com força sobre-humana e pele inquebrável que luta contra o crime no Harlem, Nova Iorque. É situada no Universo Cinematográfico Marvel,  compartilhando continuidade com os filmes e outras séries de televisão da franquia. A temporada foi produzida pela Marvel Television em associação com a ABC Studios e a Devilina Productions, com o criador Cheo Hodari Coker  servindo como showrunner. 
Mike Colter estrela como Cage, reprisando seu papel na série Jessica Jones, ao lado de Mahershala Ali, Simone Missick, Theo Rossi, Erik LaRay Harvey, Rosario Dawson e Alfre Woodard. Luke Cage entrou em desenvolvimento no final de 2013 e Colter foi escalado para aparecer em Jessica Jones e interpretar o Luke Cage, em dezembro de 2014. A produção ocorreu na cidade de NovaIorque de setembro de 2015 a março de 2016, com a temporada explorando raça e política enquanto procurando replicar a atmosfera e a cultura do Harlem. Coker enfatizou especialmente o uso da música: Adrian Younge e Ali Shaheed Muhammad compuseram uma partitura dos anos 90 do hip-hop; vários artistas fazem apresentações na tela na boate fictícia Harlem's Paradise durante toda a temporada; e cada episódio recebe o nome de uma música de Gang Starr. Efeitos visuais, inclusive para a representação das habilidades de Cage, foram fornecidos pela FuseFX.
Os dois primeiros episódios da temporada estreou no Harlem em 28 de setembro de 2016, com a temporada completa de 13 episódios lançados na Netflix em 30 de setembro e com uma alta audiência estimada - acreditava-se que ela seria a quarta temporada mais vista na Netflix em 30 de setembro - dia de seu lançamento - e críticas positivas, especialmente nos 7 primeiros episódios. Os críticos elogiaram o elenco, especialmente as performances de Ali e Woodard, bem como a música e o estilo geral. O ritmo e a escrita foram vistos como algumas das deficiências da temporada. A abordagem da série às questões raciais foi discutida por muitos comentaristas. A temporada ganhou vários prêmios, incluindo o Primetime Emmy Award. Uma segunda temporada de Luke Cage foi encomendada em 3 de dezembro de 2016.

## Episódios
| N.º na série | N.º na temp. | Título                                                         | Dirigido por       | Escrito por                            | Lançamento             |
| --- | ------------ | -------------------------------------------------------------- | ------------------ | -------------------------------------- | ---------------------- |
| 1 | 1            | "Moment of Truth" "(Momento da Verdade)" (BR)                  | Paul McGuigan      | Cheo Hodari Coker                      | 30 de setembro de 2016 |
| Luke Cage, um ex-condenado com força sobre-humana e pele inquebrável, mantém um perfil discreto como varredor da barbearia do ex-gangster Henry "Pop" Hunter e como lavador de pratos da chefe do crime Cornell "Cottonmouth" Stokes 'nightclub, Harlem's Paradise. Cage passa uma noite como barman de Stokes, substituindo Dante, que liga doente. Dante está realmente atacando um acordo de armas entre os homens de Stokes e o líder de gangue, Domingo Colon, com seus amigos Shameek e Wilfredo "Chico" Diaz. Dante entra em pânico e é morto por Shameek, que foge com Chico e o dinheiro. Os detetives da NYPD Misty Knight e Rafael Scarfe investigam e apreendem as armas das Indústrias Hammer que Stokes estava vendendo. Com a ajuda de "Shades" Alvarez, que trabalha para Diamondback, fornecedor da Stokes, Stokes rastreia e mata Shameek e recupera sua parte do dinheiro. Os homens de Stokes também apóiam sua prima Mariah Dillard, uma vereadora, e exigem contribuições dos proprietários de Cage para sua causa. Cage luta contra eles, mas se recusa a pagar por suas ações.                                                                        |              |                                                                |                    |                                        |                        |
| 2 | 2            | "Code of the Streets" "(Código das Ruas)" (BR)                 | Paul McGuigan      | Cheo Hodari Coker                      | 30 de setembro de 2016 |
| Pop pede a Cage para encontrar Chico, pois Cage deve a Pop por manter seu passado de condenado e superpoderes em segredo. Pop quer que Chico seja levado à barbearia, considerada a "Suíça" do Harlem. Enquanto estiver fora, Cage vê Cottonmouth entregar o dinheiro de Shameek ao memorial de Dillard, Crispus Attucks Complex; Dillard usou suas doações de campanha para reformar o Paradise do Harlem em Cottonmouth, e ele está pagando com o dinheiro do acordo de armas. Cage encontra Chico e o convence a se esconder na barbearia. Knight e Scarfe visitam a barbearia procurando por Chico, mas Pop mantém sua localização secreta e, em vez disso, envia Cage para oferecer uma troca para Cottonmouth. O gângster concorda devido a crescer nas ruas com o pai de Chico e Pop, mas seu braço direito, Tone, é avisado por Turk Barrett à localização de Chico. Tom dispara na barbearia, ferindo Chico e matando Pop. Cottonmouth depois joga Tone para a morte do telhado da boate, e chora por Pop. Dillard leva o restante do dinheiro para a Crispus Attucks.                                                                                               |              |                                                                |                    |                                        |                        |
| 3 | 3            | "Who's Gonna Take the Weight?" "(Quem Vai Levar o Peso?)" (BR) | Guillermo Navarro  | Matt Owens                             | 30 de setembro de 2016 |
| Stokes se oferece para pagar o funeral de Pop, e depois de explicar que ele não sabia o que Tone ia fazer, diz a Cage para deixar de lado o assunto. Cage descobre por um cliente regular, Bobby Fish, que a barbearia está enfrentando fechamento devido a contas não pagas e decide pegar o dinheiro de Stokes para cobrir a dívida e reabrir a loja. Ele visita Chico no hospital e descobre que os planos de Stokes de transferir todo o seu dinheiro para a Crispus Attucks durante uma crise. Cage começa a visar os negócios de Stokes, enquadrando Colon. Stokes move todo seu dinheiro para Crispus Attucks em resposta, e Cage ataca o complexo enquanto Dillard está fora, tirando seus guardas e roubando uma pequena parte do dinheiro para dar a Fish. Knight e Scarfe chegam em breve para apreender o restante do dinheiro. Chico se aproxima de Scarfe, oferecendo-se para testemunhar contra Stokes e revelando que foi Cage quem atacou o complexo. Scarfe, que na verdade está na folha de pagamento de Stokes, mata Chico e conta a Stokes sobre Cage. Stokes vai ao restaurante onde Cage está morando e dispara um míssil no prédio.                   |              |                                                                |                    |                                        |                        |
| 4 | 4            | "Step in the Arena" "(Passo na Arena)" (BR)                    | Vincenzo Natali    | Charles Murray                         | 30 de setembro de 2016 |
| Nos escombros do restaurante destruído, Cage relembra seu passado como policial Carl Lucas - acusado de um crime e encarcerado na prisão Seagate, uma prisão administrada pelo corretor Albert Rackham. Ele faz amizade com colegas de briga; desenvolve uma atração pelo psicólogo Reva Connors; é forçado a se envolver em brigas ilegais por Rackham; e cruza caminhos com Shades, também um preso na época. Lucas e Connors planejam expor as atividades de Rackham, mas ele descobre isso (depois de torturar Squabbles até a morte) e Lucas brutalmente espancado. Connors pede ao Dr. Noah Burstein, um cientista que conduz procedimentos experimentais ilegais contra os presos em troca de sentenças reduzidas, para tentar salvar Lucas com um procedimento que causa uma cura rápida. Rackham sabota o experimento, e o acidente resultante dá a Lucas suas habilidades. Ele escapa e se encontra com Connors, começando uma nova vida com ela sob o nome "Luke Cage". No presente, Cage puxa a si mesmo e sua proprietária dos escombros e revela suas habilidades e nome à mídia.                                                                               |              |                                                                |                    |                                        |                        |
| 5 | 5            | "Just to Get a Rep" "(Só Para Ter Um Representante)" (BR)      | Marc Jobst         | Jason Horwitch                         | 30 de setembro de 2016 |
| Claire Temple chega ao Harlem para visitar sua mãe, Soledad Temple, em quem ela confia sobre experiências passadas, dando assistência médica a pessoas melhoradas, incluindo Cage. Stokes começa a extorquir os cidadãos do Harlem para cobrir suas dívidas, culpando Cage em um esforço para transformar o bairro contra ele. Cage revida, ajudando a defender os cidadãos e devolver suas propriedades. Cage confronta Stokes para exigir que ele pare com isso, e Shades o reconhece como Carl Lucas. Shades revela a Stokes um novo tipo de arma, a bala Judas, construída a partir de metal alienígena e baseada em um protótipo roubado da Hammer Industries, que poderia matar Cage. Como Stokes não pode pagar, Diamondback o utilizará para matar Cage em troca do controle do Harlem. Stokes decide, em vez disso, roubar as armas do acordo fracassado com Colon e vendê-las para conseguir o dinheiro para comprar as balas de Judas. Scarfe pega as armas da evidência da polícia, mas não as entrega a Stokes. Até então, Knight é informada pela Capitã da polícia de Nova York Betty Audrey que Scarfe está sob investigação.                                 |              |                                                                |                    |                                        |                        |
| 6 | 6            | "Suckas Need Bodyguards" "(Precisa de Guarda-Costas)" (BR)     | Sam Miller         | Nathan Louis Jackson                   | 30 de setembro de 2016 |
| Scarfe tenta chantagear Stokes, mas é baleado por ele e forçado a fugir para a barbearia de Pop. Cage e Fish estão tomando café da manhã no restaurante de Soledad, discutindo o futuro da barbearia, onde Claire se encontra com Cage. Os dois discutem suas habilidades enquanto caminham para a barbearia, onde encontram Scarfe. Claire trata os ferimentos dele. Knight se une ao tenente Perez, que também está na folha de pagamento de Stokes e recebeu ordem de matar Scarfe. Knight deduz isso e engana Perez a se envolver antes de prendê-lo. Cage recupera um livro incriminador do apartamento de Scarfe, mas Knight o vê e ele, Claire e Scarfe fugindo. Eles estão a caminho do 1 Police Plaza para entregar Scarfe e as evidências quando são emboscados por mercenários trabalhando para Stokes. Cage os afasta, mas Scarfe morre de seus ferimentos. Stokes é preso com base nas evidências de Scarfe, com Dillard informada disso por um repórter que acabou de expor seu possível envolvimento nas atividades criminosas de Stokes durante uma transmissão de televisão ao vivo.                                                                         |              |                                                                |                    |                                        |                        |
| 7 | 7            | "Manifest" "(Manifesto)" (BR)                                  | Andy Goddard       | Akela Cooper                           | 30 de setembro de 2016 |
| O livro de Scarfe é considerado inadmissível e Stokes é exonerado. Ele ameaça expor a identidade real de Cage e mandá-lo de volta para a prisão, e Cage decide deixar o Harlem. Claire o convence a ficar e lutar. Stokes relembra sobre crescer com Dillard e sua avó, mafiosa Mama Mabel. Os talentos musicais de Stokes foram encorajados por seu tio Pete, a quem Mabel mais tarde forçou Stokes a matar depois de saber que Pete havia feito acordos colaterais com seus rivais e molestado Dillard. Audrey se retira após a corrupção em sua delegacia e é substituída pela inspetora Priscilla Ridley. Depois de conversar com Ridley, Knight começa a questionar Cage quando ele devolve as armas roubadas (depois de tirá-las de Colon). Dillard é forçado a renunciar ao conselho, levando a uma discussão com Stokes, na qual ele insinua que ela gostava de ser abusada por Pete. Dillard mata Stokes, e Shades a ajuda a enquadrar Cage pelo assassinato. Cage conta a Claire sobre seu passado, assim como ele é baleado por Diamondback - que o conhece como "Carl" - com uma bala de Judas.                                                                   |              |                                                                |                    |                                        |                        |
| 8 | 8            | "Blowin' Up the Spot" "(Explodir o Local)" (BR)                | Magnus Martens     | Aïda Mashaka Croal                     | 30 de setembro de 2016 |
| Claire coloca Cage em uma ambulância, mas eles são atacados por Diamondback a caminho do hospital. Eles se refugiam em uma clínica de mulheres, onde Claire examina Cage e percebe que eles não podem tirar o estilhaço de bala de Judas dele devido à sua pele geralmente impenetrável. Candace, garçonete e anfitriã do clube de Stokes, diz à polícia que foi Cage quem matou Stokes, deixando Knight desconfiado de Dillard. Knight chama Cage e o informa da acusação, enquanto outro oficial triangula sua localização. Ela chega na clínica, tentando prendê-lo, mas eles são atacados por Diamondback novamente. Cage o reconhece como seu amigo de infância Willis Stryker, que agora culpa Cage por deixá-lo "apodrecer", antes de escapar. Dillard secretamente paga a Candace por testemunhar contra Cage. Em custódia, Claire insiste que Cage é inocente, irritando Knight a tal ponto que ela brutalmente agride Claire. Ridley intervém e liberta Claire. Stryker confronta Cage em uma rua lateral, revelando que eles são irmãos e atirando em Cage com outra bala de Judas.                                                                                |              |                                                                |                    |                                        |                        |
| 9 | 9            | "DWYCK" "(DWYCK)" (BR)                                         | Tom Shankland      | Christian Taylor                       | 30 de setembro de 2016 |
| Ridley tira o distintivo de Knight e só permite que ela retorne ao trabalho após uma sessão com um psicólogo. Knight admite que está lutando com sua falta de controle. Uma gaiola ferida manca através de um bairro predominantemente branco e é confrontada por policiais. Quando o reconhecem, ele se defende e corre, com imagens de sua câmera usando suas habilidades contra um dos policiais que vazam na internet. Dillard organiza uma reunião com os outros chefes do crime local, na esperança de vender os recursos criminosos de Stokes e legitimar seu nome de família. Eles são interrompidos por Stryker, que mata todos os chefes, exceto Dillard e Colon. Em uma tentativa de salvar a si mesma, Dillard mostra a câmera de vídeo para Stryker e o convence a vender balas de Judas para a polícia como forma de se defender de Cage. Claire convence Cage a pedir a ajuda de Burstein e eles encontram o médico escondido. Ele coloca Cage em ácido que deve amolecer sua pele e permitir que eles removam os estilhaços, mas a dor do procedimento faz com que Cage entre em parada cardíaca.                                                             |              |                                                                |                    |                                        |                        |
| 10 | 10           | "Take It Personal" "(Tome-pessoais)" (BR)                      | Stephen Surjik     | Jason Horwitch                         | 30 de setembro de 2016 |
| Claire e Burstein conseguem reviver Cage e tirar os estilhaços. Ele e Claire examinam os arquivos e descobrem que Connors sabia das brigas de Rackham, e estava avaliando Cage com a intenção de colocá-lo no procedimento de Burstein como um assunto de teste. Cage ameaça Burstein para nunca replicar o acidente e leva todos os dados com ele. Burstein secretamente tem uma cópia dos arquivos. Claire e Cage vão para sua casa em Savannah, Georgia, onde suas lembranças de seu pai confirmam que Stryker está dizendo a verdade. Enquanto isso, Stryker mata um policial e arma um Cage. Irritados, outros policiais se tornam mais agressivos em sua busca por Cage, com um espancando um adolescente. Dillard realiza uma manifestação para apoiar o garoto, onde ela culpa Cage pelo comportamento e promove armar a polícia contra ele. Seu rival político Damon Boone diz que ele sabe a verdade. Cage e Claire chegam ao Paraíso do Harlem ao mesmo tempo que Knight, que tenta prender Stryker. Ele atira em Knight, e eles são cercados por mercenários. |              |                                                                |                    |                                        |                        |
| 11 | 11           | "Now You're Mine" "(Agora Você é Meu)" (BR)                    | George Tillman Jr. | Christian Taylor                       | 30 de setembro de 2016 |
| Cage foge para a cozinha com Knight, enquanto Stryker leva Claire, Candace e os civis restantes como reféns. A polícia rodeia o clube, acompanhada pelo promotor Blake Tower. Cage e Knight fogem para o porão usando uma entrada secreta na cozinha, pouco antes dos homens de Stryker entrarem. Ele diz a ela tudo o que ele estava escondendo dela. Claire cuida do ferimento de Candace, com o último revelando a verdade sobre Dillard pagando-a e contando sobre a entrada secreta. Claire escapa e se junta a Cage e Knight, cuidando do ferimento do último. Stryker, falando sobre ser o filho bastardo desprezado de um pregador, ameaça matar os reféns, a menos que Cage o encontre. Alvarez encontra a entrada secreta e confronta Knight e Claire, que conseguem dominá-lo. Stryker mata Boone e usa Candace como cobertura para escapar quando Cage chega e libera os outros reféns. Uma equipe da SWAT entra em ação e força Cage a se render usando as balas de Judas fornecidas por Dillard. Cage, Alvarez e os mercenários são colocados em custódia. |              |                                                                |                    |                                        |                        |
| 12 | 12           | "Soliloquy of Chaos" "(Solilóquio do Caos)" (BR)               | Phil Abraham       | Akela Cooper & Charles Murray          | 30 de setembro de 2016 |
| Cage escapa da custódia da polícia, enquanto Knight trabalha para localizar Stryker e limpar o nome de Luke. Stryker liberta Alvarez sob fiança e ordena que Zip e seus bandidos o matem, mas Alvarez prevalece e os mata. Em fuga, Cage continua a fazer o possível para ajudar o povo do Harlem enquanto ele procura por Stryker, e o público começa a apoiá-lo novamente, embora a polícia ainda esteja determinada a derrubá-lo. Candace conhece Knight e diz que testemunhará contra Dillard se Knight a proteger. Knight a leva para casa de Soledad. Alvarez se aproxima de Dillard e sugere que eles deixem Cage de lado, dando a ele as evidências de que ele precisa para limpar seu nome e depois usá-lo para derrotar Stryker (com a esperança de que eles se matem). Cage encontra Barrett, que desiste da localização de Stryker, mas Cage vai até lá para encontrar os corpos de Colon e seus homens. Enquanto as partes convergem no Pop para disputar, Stryker aparece vestindo um traje motorizado que lhe permite igualar a força e a invulnerabilidade de Cage. Cage ordena que Knight vá atrás de Dillard e Alvarez enquanto ele se envolve com Stryker. |              |                                                                |                    |                                        |                        |
| 13 | 13           | "You Know My Steez" "(Você Sabe Meu Steez)" (BR)               | Clark Johnson      | Aïda Mashaka Croal & Cheo Hodari Coker | 30 de setembro de 2016 |
| Em flashbacks, Stryker ajuda Lucas a se tornar um lutador de boxe, levando o último a vencer uma partida importante. No presente, Cage e Stryker continuam sua luta dentro e fora da barbearia. Na confusão, Knight larga o telefone e Dillard perde os arquivos que comprovam a inocência de Cage. Cage tenta argumentar com Stryker, mas acaba nocauteando-o quando o sistema de energia do processo falha. Dillard é preso, depois de divulgar publicamente Cage como Lucas. Alvarez usa o telefone de Knight para atrair Candace para se esconder e a mata, sem cujo testemunho Dillard se livra. Ridley culpa Knight por manter Candace em um local privado, em vez de custódia protetora. Marechais federais prendem Cage por sua fuga da Seagate. Claire o beija antes que ele saia, e promete chamar um bom advogado que ela conhece. Fish encontra os arquivos para limpar o nome de Cage na barbearia. Dillard reabre o Paraíso do Harlem com Alvarez ao seu lado, e Knight os observando. Claire considera ter aulas de autodefesa. Um Stryker hospitalizado é visitado por Burstein.                                                                              |              |                                                                |                    |                                        |                        |

## Elenco e personagens
| - Mike Colter como Luke Cage - Mahershala Ali como Cornell "Cottonmouth" Stokes - Simone Missick como Misty Knight - Theo Rossi como Hernan "Shades" Alvarez - Erik LaRay Harvey como Willis Stryker / Cascavel - Rosario Dawson como Claire Temple - Alfre Woodard como Mariah Stokes | - Frank Whaley como Rafael Scarfe - Ron Cephas Jones como Bobby Fish - Jacob Vargas como Domingo Colon - Darius Kaleb como Lonnie Wilson - Jade Wu como Connie Lin - Deborah Ayorinde como Candace Miller - Justin Swain como Mark Bailey - Jaiden Kaine como Zip - Sean Ringgold como Sugar - Dawn-Lyen Gardner como Megan McLaren - Jeremiah Richard Craft como D.W. Griffith - Michael Kostroff as Noah Burstein - Tijuana Ricks as Thembi Wallace - John Clarence Stewart as Alex Wesley - Karen Pittman as Priscilla Ridley | - Parisa Fitz-Henley como Reva Connors - Rob Morgan como Turk Barrett - Rachael Taylor como a voz de Trish Walker - Danny Johnson como Benjamin Donovan - Stephen Rider como Blake Tower |